# Ștefan Constantinescu
Ștefan Constantinescu, född 10 februari 1968 i Bukarest, är en rumänsk-svensk bildkonstnär och filmregissör baserad i Stockholm. Hans filmer har visats på ett flertal filmfestivaler världen över. Många av verken har självbiografiska inslag och ett återkommande tema är identiteter i det postkommunistiska Rumänien.
Han har en filosofie kandidatexamen från Bukarests nationella konstuniversitet (Universitatea Naţională de Arte) samt en filosofie magisterexamen från Kungliga Konsthögskolan.
Constantinescu uppmärksammades 2000 för konstinstallationen Smärtans Arkiv som gjordes tillsammans med konstnärerna Arina Stoenescu och Cristi Puiu om Rumäniens politiska fångar under tidsperioden 1945 – 1965. Installationen visades i Bukarest och Vilnius. Dokumentärfilmen Passagen från 2005 skildrar tre chilenare som tvingades fly sitt land efter Augusto Pinochets militärkupp 1973 för att istället hamna i Rumänien under diktatorn Nicolae Ceaușescu och som senare flyttar vidare till Sverige. 2009 kom dokumentärfilmen My Beautiful Dacia som skildrar Rumäniens politiska och ekonomiska omvandling genom nationalsymbolen Dacia.

## Verk i urval
- Passagen (2005)
- My Beautifull Dacia (2009) dokumentär, med Julio Soto
- Middag med familjen (2011) kortfilm, med Xandra Popescu
- 6 stora fiskar (2013)
- Man and Dog / Om-Câine  (2022)

## Utmärkelser
- 2010: "Bästa internationella TV-dokumentär" vid Internationella Filmfestivalen i Mexico City för My Beautiful Dacia.[4]